# Grolla d'oro alla miglior attrice
La Grolla d'oro alla miglior attrice è stato un premio cinematografico assegnato annualmente nell'ambito delle Grolla d'oro, a partire dall'edizione del 1953 fino a quella 2001.

## Albo d'oro

### Anni 1950

Gina Lollobrigida fu la prima attrice a vincere il premio nel 1953, per La provinciale.

- 1953: Gina Lollobrigida - La provinciale
- 1954: Lea Padovani - Tempi nostri - Zibaldone n. 2
- 1955: Alida Valli - Senso
- 1956[1]
  - Valentina Cortese - Le amiche
  - Anna Magnani - La rosa tatuata
  - Giovanna Ralli
  - Antonella Lualdi - Gli innamorati
- 1957[2]
  - Giovanna Ralli - Il momento più bello
  - Virna Lisi - La donna del giorno
  - Luisa Della Noce - Il ferroviere
- 1958[3]
  - Giulietta Masina - Le notti di Cabiria
  - Franca Bettoja - L'uomo di paglia
  - Dorian Gray - Il grido
- 1958[4]
  - Anna Magnani - Nella città l'inferno
  - Carla Gravina
  - Silvana Mangano
  - Marisa Merlini

### Anni 1960
- 1960[5]

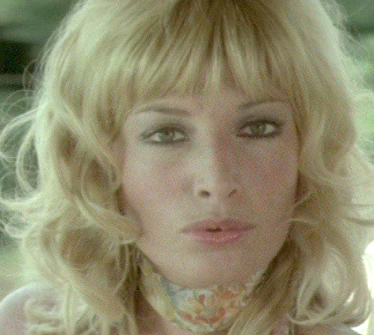
Monica Vitti con quattro premi ricevuti, detiene il record di vittorie.

  - Ingrid Thulin - Alle soglie della vita
  - Simone Signoret - La strada dei quartieri alti
  - Emmanuelle Riva - Hiroshima mon amour
- 1961 
  - Monica Vitti - L'avventura
  - Alida Valli
  - Lea Padovani
  - Virna Lisi
  - Ilaria Occhini
  - Hélène Rémy
- 1962[6]
  - Lea Massari - I sogni muoiono all'alba
  - Claudia Cardinale - Senilità e La viaccia
  - Daniela Rocca - Divorzio all'italiana
- 1963[7]
  - Silvana Mangano - Il processo di Verona
  - Claudia Cardinale - Il Gattopardo
  - Sandra Milo - 8½
  - Franca Valeri - Parigi o cara
- 1964[8]
  - Claudia Cardinale - La ragazza di Bube
  - Sandra Milo - La visita
  - Stefania Sandrelli - Sedotta e abbandonata
- 1965[9]
  - Monica Vitti - Il deserto rosso
  - Sophia Loren - Matrimonio all'italiana
  - Adriana Asti - Prima della rivoluzione
  - Silvana Mangano - La mia signora
  - Elsa Martinelli - La calda pelle
  - Catherine Spaak - 3 notti d'amore
- 1966[10]
  - Valeria Moriconi - Le soldatesse
  - Virna Lisi - Signore & signori
  - Sandra Milo - Giulietta degli spiriti
  - Rossana Podestà - Sette uomini d'oro
  - Lisa Gastoni - Svegliati e uccidi
- 1967
  - Silvana Mangano - Le streghe
  - Nicoletta Machiavelli
  - Stefania Sandrelli
  - Graziella Granata
  - Sophia Loren
- 1968[11]
  - Lisa Gastoni - Grazie zia
  - Claudia Cardinale - Il giorno della civetta
  - Virna Lisi - Arabella
  - Sophia Loren -C'era una volta
  - Catherine Spaak - Il marito è mio e l'ammazzo quando mi pare
  - Monica Vitti - Ti ho sposato per allegria
- 1969[12]
  - Monica Vitti - La ragazza con la pistola
  - Anna Maria Guarnieri - Come l'amore
  - Virna Lisi - Tenderly

### Anni 1970
- 1970[13]
  - Monica Vitti - Dramma della gelosia e Amore mio aiutami
  - Maria Callas - Medea
  - Lucia Bosè - Metello
  - Ottavia Piccolo - Metello
  - Paola Pitagora - Senza sapere niente di lei
- 1971[14]
  - Giovanna Ralli - Una prostituta al servizio del pubblico e in regola con le leggi dello stato
  - Delia Boccardo - Per grazia ricevuta
  - Florinda Bolkan - Anonimo veneziano
  - Silvana Mangano - Morte a Venezia
  - Stefania Sandrelli - Il conformista
- 1972[15]
  - Lea Massari - Soffio al cuore
  - Claudia Cardinale - Bello, onesto, emigrato Australia sposerebbe compaesana illibata
  - Valentina Cortese - Fratello sole, sorella luna
  - Rosanna Schiaffino - La Betìa ovvero in amore, per ogni gaudenza, ci vuole sofferenza
- 1973[16]
  - Laura Antonelli - Malizia
  - Laura Betti - Sbatti il mostro in prima pagina
  - Carla Gravina - Alfredo, Alfredo
  - Mariangela Melato - Film d'amore e d'anarchia
  - Stefania Sandrelli - Alfredo, Alfredo
- 1974[17]
  - Adriana Asti - Una breve vacanza
  - Lisa Gastoni - Mussolini ultimo atto
  - Catherine Spaak
- 1975[18]
  - Stefania Sandrelli - C'eravamo tanto amati
  - Agostina Belli - Profumo di donna
  - Macha Méril - L'ultimo giorno di scuola prima delle vacanze di Natale
- 1976[19]
  - Mariangela Melato - Attenti al buffone, Di che segno sei?, Todo modo
  - Valentina Cortese - Effetto notte
  - Giovanna Ralli
- 1977: Non assegnato[20][21]
  - Mariangela Melato
  - Ornella Muti
  - Ingrid Thulin - L'Agnese va a morire
  - Dominique Sanda - Novecento
- 1978: Virna Lisi - Al di là del bene e del male
- 1979: Ornella Muti - Primo amore

### Anni 1980
- 1980: Virna Lisi - La cicala
- 1982: Eleonora Giorgi - Nudo di donna
- 1983: Giuliana De Sio - Io, Chiara e lo scuro

### Anni 1990
- 1990: Athina Cenci e Ilaria Occhini - Benvenuti in casa Gori
- 1991: Giuliana De Sio - Cattiva
- 1992: Anna Bonaiuto - Fratelli e sorelle
- 1993: Chiara Caselli - Dove siete? Io sono qui
- 1994: Anna Galiena - Senza pelle
- 1995: Anna Bonaiuto - L'amore molesto
- 1996
  - Asia Argento - Compagna di viaggio
  - Debora Caprioglio - Albergo Roma
  - Elena Sofia Ricci - Esercizi di stile
- 1997: Valeria Golino - Le acrobate
- 1998: Laura Morante - L'anniversario
- 1999: Francesca Neri - Matrimoni e Il dolce rumore della vita

### Anni 2000
- 2000: Athina Cenci, Chiara Muti e Stefania Rocca - Rosa e Cornelia
- 2001: Sandra Ceccarelli - Luce dei miei occhi
- 2003: Elena Sofia Ricci
- 2004: Francesca Inaudi - Dopo mezzanotte